# جان بوفرت، نخستین ارل سامرست
جان بوفرت، نخستین ارل سامرست (انگلیسی: John Beaufort, 1st Earl of Somerset؛ ‏ تلفظ نام‌خانوادگی: ‎/ˈboʊfərt/‎ BOH-fərt؛ ‏ حوالی ۱۳۷۳ – ۱۶ مارس ۱۴۱۰) نجیب‌زاده و سیاستمدار اهل پادشاهی انگلستان بود. وی نخستین فرزند از چهار فرزند نامشروع جان گونت (سومین پسر بازمانده از پنج فرزند ادوارد سوم پادشاه انگلستان) با معشوقه‌اش کاترین سوئینفورد بود که بعدها در سال ۱۳۹۶ با او ازدواج کرد.
فرزندان جان بوفرت دو بار توسط مجلس بریتانیا مشروع اعلام شدند: نخست در زمان پادشاهی ریچارد دوم در سال ۱۳۹۷ میلادی و بعد توسط هنری چهارم و همچنین پاپ بونیفاس نهم در سپتامبر ۱۳۹۶ میلادی. این فرزندان با آنکه نوه‌های شاه ادوارد سوم و وارثان بالقوهٔ تاج و تخت پس از فرزندان مشروع پدرشان از دو همسر اولش بودند، اما بوفرت‌ها با دستور برادر ناتنی‌شان هنری چهارم از جانشینی تاج و تخت منع شدند.